# مرکز پزشکی منطقه‌ای آتن
مرکز پزشکی منطقه‌ای آتن (به انگلیسی: Athens Regional Medical Center) بیمارستانی در ایالات متحده آمریکا است که در ۱۹۱۹ میلادی ساخته شد و دارای ۳۶۴ تخت است.